# 1933 chez Disney
Cet article présente la liste des évènements de la Walt Disney Productions ayant eu lieu en 1933.

## Événements

### Janvier
- 7 janvier 1933, Sortie du Mickey Mouse Bâtissons (Building a Building)[1]
- 20 janvier 1933, Sortie du Mickey Mouse The Mad Doctor[2] (ou 21 janvier)
- 21 janvier 1933, Sortie du Mickey Mouse The Mad Doctor[3] (ou 20 janvier)

### Février
- 18 février 1933, Sortie du Mickey Mouse Mickey et son ami Pluto (Mickey's Pal Pluto)[4]

### Mars
- 11 mars 1933, Sortie de la Silly Symphony Birds in the Spring[5],[6],[7]
- 18 mars 1933, Sortie du Mickey Mouse Mickey's Mellerdrammer[8]

### Avril
- 8 avril 1933
  - Sortie du Mickey Mouse Mickey au Moyen Âge (Ye Olden Days)[9]
  - Sortie de la Silly Symphony L'Arche de Noé (Father Noah's Ark)[10],[11]
- 16 avril 1933, Dick Huemer est engagé par les Studios Disney[12]

### Mai
- 13 mai 1933, Sortie du Mickey Mouse Mickey postier du ciel (The Mail Pilot)[13] (ou 13 juin)
- 27 mai 1933, Sortie de la Silly Symphony Les Trois Petits Cochons[14],[15]

### Juin
- 13 juin 1933, Sortie du Mickey Mouse Mickey postier du ciel (The Mail Pilot)[16] (ou 13 mai)
- 17 juin 1933, Sortie du Mickey Mouse Mickey mécano (Mickey's Mechanical Man)[8]

### Juillet
- 1er juillet 1933, Sortie du Mickey Mouse Mickey's Gala Premier[17]
- 29 juillet 1933, Sortie de la Silly Symphony Old King Cole[18],[19]

### Août
- 19 août 1933
  - Sortie de la Silly Symphony Au pays de la berceuse (Lullaby Land)[20],[21]
  - Sortie de la Silly Symphony The Pied Piper[22] (ou 16 septembre)

### Septembre
- 2 septembre 1933, Sortie du Mickey Mouse Le Premier Amour (Puppy Love)[23], première apparition de Fifi le pékinois
- 16 septembre 1933, Sortie de la Silly Symphony The Pied Piper[24] (ou 19 août)
- 30 septembre 1933, Sortie du Mickey Mouse The Steeple Chase[25]

### Octobre
- 28 octobre 1933, Sortie du Mickey Mouse The Pet Store[26]

### Novembre
- 25 novembre 1933, Sortie du Mickey Mouse Giantland[27]

### Décembre
- 9 décembre 1933, Sortie de la Silly Symphony The Night Before Christmas[28],[29]